# Fulgence Fresnel
Fulgence Fresnel, född den 15 april 1795 i Mathieu, Calvados, död den 30 november 1855 i Bagdad, var en fransk orientalist. Han var bror till Augustin-Jean Fresnel.
Fresnel studerade moderna språk och översatte flera utländska böcker till franska, exempelvis av Berzelius och Tieck. Han reste 1826 till Italien, där han lärde sig arabiska i maronitkollegiet i Rom, for 1831 till Egypten och sändes 1837 till Jidda, Mekkas hamnstad, som fransk konsul. Fresnel, som var en framstående kännare av det arabiska språket och dess dialekter, satte sig där grundligt in i den dittills föga beaktade sydarabiska dialekten chikili och lade samtidigt (genom sina uppsatser i Journal asiatique) grunden till dechiffreringen av de himyaritiska inskrifterna från Jemen. Efter att 1850 ha vänt hem till Frankrike sändes han 1851 som ledare av en fransk vetenskaplig expedition till Mesopotamien, vars viktiga resultat, efter att Fresnel hade dött på resan, utgavs av en annan av deltagarna, Jules Oppert (Expédition scientifique en Mésopotamie, 1858–1863 med atlas).